# Rubén Rivera García
Rubén Rivera García (Guasave, Sinaloa, 1962) es un poeta y fotógrafo mexicano.

## Biografía
Nació en Guasave, Sinaloa, en 1962. En el 2000 fue becario del Fondo Nacional para la Cultura y las Artes, en el 2004 del Fondo Estatal para la Cultura y las Artes de Sinaloa.

## Obras
Ha publicado: 
- Cuerdas de mar (edición de autor, 1995).
- Flores y relámpagos (Ediciones Navachiste-Cobaes, 1998).
- Al fuego de la panga (Editorial Praxis-Difocur, México, 2001).
- Música de cuatro espejos (Ediciones sin Nombre-Difocur. México, 2006).
- El libro de fotografía Encuentro con Baari Segua (Editorial Praxis, México, 2000).
- El libro de recopilación y versiones Sones de Venado-Maaso buiquim (Difocur, Culiacán, 2004).
- Permanencia del Relámpago, Antología de poesía de Sinaloa 1960-1970, (Editorial Praxis, México, 2008).

## Reconocimientos
- Premio Interamericano de Poesía Navachiste, 1997
- Premio Nacional de Poesía Clemencia Isaura de Mazatlán, 2000
- Premio Bellas Artes de Poesía Aguascalientes, con el poemario Sendero de suicidas, 2021[2]